# Diplycosia bartolomei
Diplycosia bartolomei är en ljungväxtart som beskrevs av Ferreras och Argent. Diplycosia bartolomei ingår i släktet Diplycosia och familjen ljungväxter. Inga underarter finns listade i Catalogue of Life.